# Mały Buczek (Złotów)
Pour les articles homonymes, voir Mały Buczek.
Mały Buczek (prononciation : [ˈmawɨ ˈbut͡ʂɛk], en allemand : Klein Butzig) est un  village polonais de la gmina de Lipka dans le powiat de Złotów de la voïvodie de Grande-Pologne dans le centre-ouest de la Pologne.
Il se situe à environ 4 kilomètres au sud de Lipka (siège de la gmina), 20 kilomètres au nord-est de Złotów (siège du powiat), et à 121 kilomètres au nord de Poznań (capitale de la Grande-Pologne).

## Histoire
De 1975 à 1998, le village faisait partie du territoire de la voïvodie de Piła.

Depuis 1999, Mały Buczek est situé dans la voïvodie de Grande-Pologne.
Le village possède une population de 180 habitants en 2006.